# The Invasion (wrestling)
The Invasion era uma storyline de wrestling profissional na World Wrestling Federation que começou pouco tempo depois da WWF ter adquirido a World Championship Wrestling. Nela, os wrestlers da WCW "invadiam" os programas da WWF numa tentativa de "controlar" a WWF.
A ideia de um supercard que incluísse as duas principais promoções das Monday Night Wars era considerado um "combate de sonho" aos olhos de muitos fãs, permitindo-lhes ver qual a promoção (pelo menos em kayfabe) seria a superior.

## Início
Poucos dias antes da WrestleMania X-Seven o presidente da WWE Vince McMahon anunciou a compra da WCW sua maior rival.Entretanto quando Vince anunciou que o contrato seria assinado na Wrestlemania X-7,mas seu filho Shane McMahon anunciou a compra da WCW.A Tensão cumlminou após Shane bater seu pai na Wrestlemania,e então os meses seguinter superastros da WCW invadiam a WWF Antiga ( WWE ).Após a tensão culminar alguns superastros com Dudley Boyz , Tazz e Tommy Dreamer da Extreme Championship Wrestling invadiam a WWE comandados por Stephanie McMahon.Chamados de a Aliança.

## WWEVSWCW:A Luta de Audiência
Desde 1992 a WWE e a WCW disputaram audiência na chamada Monday Night Wars.
Graças a essas Wars a WWE criou a Attitude Era e a WCW acabou por criar a Nova Ordem Mundial (nWo).Na Attitude Era era como se "tudo valesse",de xingamentos até ataques etc.Alguns dos Superastros que ficaram conhecidos com a Attitude Era são:Stone Cold Steve Austin,The Rock,Triple H e Shawn Michaels a D-X,The Undertaker e Mick Foley.

## Invasion(PPV)
Após vários PPV's com membros do roster da ECW e WCW contra o roster da WWE ambos as empresas (Kayfabe) concordaram em um PPV para um encontro dos 5 Melhores de cada um deles para uma luta 10-Man Tag Team No Holds Barred.As equipes eram:
WWE:Stone Cold Steve Austin,Kurt Angle,Kane,Undertaker e o Y2J Chris Jericho com o dono da WWE Vince McMahon
WCW e ECW:Booker T,Rhyno,DDP e os Dudley Boyz com Paul Heyman,Stephanie McMahon e Shane McMahon.
Acabou que no fim da luta quando Kurt Angle estava aplicando seu Ankle Lock em Booker T e Booker quase pedindo "arrego", o WWE Champion Stone Cold aplicou um Stunner em Kurt traindo a WWE.

## The RockVSChris Jericho,Survivor Series 2001e o Fim da Aliança
Após a traição de Austin,The Rock voltou e aplicou um Rock Bottom em Vince McMahon e em Shane McMahon após isso ele disse:"Finally,The Rock is come back...To the WWF/E" ou em português:"Finalmente o Rock está de volta...A WWF/E.
No Summerslam 2001,The Rock que já tinha uma rixa com Booker T o bateu pelo WCW Champioship.Após isso Chris Jericho e Rock começaram um Feud fazendo a equipe ficar fraca.
Durante a luta:
Big Show foi eliminado por Shane McMahon que foi eliminado por Y2J.Kane foi eliminado pelo Hardcore Champion RVD.Undertaker foi eliminado por Kurt Angle.Booker T foi eliminado pelo WCW Champion The Rock.RVD foi eliminado por Y2J após um Breakdown. Kurt Angle foi eliminado por The Rock após um Sharpshooter.Y2J foi eliminado por Stone Cold após um Roll-up.Após sua eliminação,Y2J,atacou Rock que conseguiu sair do pin. Quando Y2J iria atacá-lo novamente, The Undertaker o impediu. Assim como na Wrestlemania X-7, The Rock, que havia perdido seu WWF Champioship para Stone Cold se encontraram e ambos usaram os signatures moves uns nos outros até que The Rock aplivou um Stunner (Signature de Austin) em Austin!Após isso Austin aplicou um Rock Bottom em Rock até que um juiz da WCW chegou para fazer a contagem mas Rock consiguiu sobreviver.Então Austin bateu no Juiz da WCW e quando ia ajudar o juiz da WWE se levantar, Kurt Angle pegou o WWF Champioship e bateu na Cabeça de Austin que ao se virar levou um Rock Bottom que terminou tudo.

## A aderência daECWeWCWa WWF/E e oWWE Undisputed Champion
No RAW sequinte quando Kurt Angle iria ganhar o WWF Champioship,o 16 Vezes campeão mundial Ric Flair apareceu e disse que era o "parceiro de negócios de McMahon". Assim no Vengeance ocorreu um torneio entre The Rock, Kurt Angle, Stone Cold e Y2J para unificar o WCW Champioship e o WWE Champioship formando o WWF Undisputed Champioship ou seja, o Campeão induscutível. O Vencedor foi o Y2J Chris Jericho.